# Kongebrev
Kongebrev var en benævnelse for en dispensation til at gifte sig med en person, som er under 18 år gammel, hvilket var en mulighed ifølge ægteskabsloven, indtil det blev afskaffet i 2017.

## Historisk
Kongebrev var en dispensation, som blev givet fra kongen til ansøgerne. Dispensationen blev givet i forskellige tilfælde, blandt andet navneændring og giftemål.
Kongebrevet er dog mest kendt som den dispensation, som tillader et par at blive viet, selvom betingelserne for ægteskab formelt ikke er opfyldt.
Efter Danske Lov fra 1683 skulle manden mindst være 20 år og kvinden 16. Men aldersgrænserne og betingelserne har været forskellige og er blevet ændret mange gange gennem tiden.
Det kunne f.eks være en af følgende muligheder;
- Tilladelse til vielse uden forudgående (trolovelse indtil 1799 og) lysning
- Til vielse af "uvedkommende præst" (dvs. inkl. i anden kirke, end den kirke (sogn), som bruden hører til
- Til vielse i hjemmet (evt. i præstegården) i stedet for i kirken
- Hvis en af parterne var separeret / skilt og ønskede at indgå nyt ægteskab
- Hvis ægtefællerne var for nært beslægtet,
- Hvis bruden var under 18 eller brudgommen under 25,
- Hvis man ville gifte sig ind i svogerskab, dvs. med afdød ægtefælles familiemedlem
- Mænd under 21 år og kvinder under 18 år
- Sindssyge og åndssvage i højere grad
- Ægteskab mellem personer, hvor den ene har været gift med den andens slægtning i ret op- og nedstigende linje

Billederne til højre er et kongebrev fra 1850, hvis formål er at dispensere fra almindelige vielsesforordninger. Den håndskrevne tekst og underskrifter er ikke gengivet.
"Vi Frederik den Syvende, af Guds Naade Konge til Danmark, de Venders og Gothers, Hertug til Slesvig, Holsten, Stormarn, Ditmarsken, Lauenborg og Oldenborg, gjøre vitterligt: At Vi, efter derom allerunderdanigst indgiven Ansøgning og Begjæring, allernaadigst have bevilget og tilladt, saa og hermed bevilge og tillade: at XYZ og XYZ begge af XYZ Sogn under XYZ Amt maae, uden foregaaende Lysning af Prædikestolen, hjemme i Huset sammenvies af hvilken Præst de det begjære og dertil kunne formaae, naar de paabudne Copulationspenge, (som dog nu i Følge Forordningen af 12. Septbr. 1792 blot betales i Tilfælde af, at Vielsen forrettes udi Vor Kongelige Residentsstad Kjøbenhavn, eller paa dens Grund) efter de derom foreskrevne Regler ere blevne betalte; dog skulle de med Attester bevise, at saavel den Sognepræst, hvilken det ellers tilhørte at forrette Vielsen, som Kirkens øvrige Betjente, samt Skolen, Fattige og andre Vedkommende have erholdt deres lovlige Betaling, ligesom og Vielsen skal forrettes af en til en vis Menighed beskikket Præst, som bør staae til Ansvar for Forretninges Gyldighed i Henseende til Formen, og tillige paase, at Intet befindes, som Ægteskabet lovligen kunne forhindre.
Givet i Vor Kongelige Residentsstad Kjøbenhavn den 19 Dec 1850. Under Vort Kongelige Segl.
Efter hans Kongelige Majestæts allernaadigste Befaling.
Betales med 13 Rigsbankdaler 3 Mk., og Forhöielse til Seminariifonden 3 Rbdlr 2 Mk."

## Nutiden
Kongebrevet udstedtes af kommunen efter Ægteskabsloven. Det var en forudsætning for indgåelse af ægteskab, hvis den ene af parterne var under 18 år. Hvis det ansøgende par begge var ældre end 16 år og havde rådighed over en bolig, eller pigen var fyldt 15 år og gravid (og den mandlige part over 16), fik de som regel tilladelse til ægteskab.
Kongebrev blev afskaffet pr. 1. februar 2017 og udskrevet af ægteskabsloven.

## Eksterne Kilder og henvisninger
1. ↑  http://www.landsarkivetkbh.dk/hovedst/txt/kilder/kongebrev.htm Arkiveret 10. januar 2011 hos  Wayback Machine" Hentet 2008-04
2. ↑  Om vielser gennem tiderne Arkiveret 8. december 2004 hos  Wayback Machine Hentet 2008-04
3. ↑  http://www.landsarkivetkbh.dk/hovedst/txt/genealogi/viet.htm Arkiveret 8. december 2004 hos  Wayback Machine" Hentet 2008-04
4. ↑  Ægteskabslovens lovtekst (LBK nr 38 af 2007-01-15) på Retsinformation, hentet 2008-04
5. ↑  Lov om ændring af lov om ægteskabs indgåelse og opløsning, udlændingeloven og værgemålsloven (LOV nr 81 af 24/01/2017, retsinformation.dk)